# Белов, Михаил Фёдорович
Михаил Фёдорович Белов (5 октября 1893 года — 29 октября 1960 года) — советский военачальник, контр-адмирал (21.07.1944), участник Гражданской и Великой Отечественной войн.

## Биография
Михаил Фёдорович Белов родился 5 октября 1893 года в селе Ефремово (ныне — Киржачский район Владимирской области). В 1918 году был призван на службу в Военно-морской флот СССР. Начинал службу на миноносце «Грозящий» на Балтийском флоте, затем служил торпедистом на линейном корабле «Гангут», старшим торпедистом на линейном корабле «Марат». Участвовал в сражении против английского флота в Финском заливе.
После окончания Гражданской войны продолжал службу в Военно-морском флоте СССР. В 1924 году окончил Ленинградское военно-морское училище, после чего служил помощником штурмана на крейсере «Аврора». В 1926 году окончил курсы усовершенствования командного состава Рабоче-Крестьянского Красного Флота. В 1930-е годы командовал различными судами — сторожевым кораблём «Смерч», миноносцем «Ленин», лидером «Минск». В феврале-августе 1938 года командовал бригадой заграждения и траления Балтийского флота, затем в течение более чем двух лет занимал должности заместителя председателя, старшего уполномоченного постоянной приёмной комиссии вновь построенных и капитально отремонтированных кораблей Наркомата военно-морского флота СССР.
В августе 1941 года Белов был назначен командиров бригады траления Беломорской военной флотилии. Провёл большую работу по сколачиванию из рыболовных судов с гражданскими моряками полноценного военно-морского формирования. Тральщики под командованием Белова несли службу в Белом, Баренцевом и Карском морях, обеспечивая безопасное прохождение союзных и советских транспортов, уничтожая немецкие минные заграждения. Многие матросы, старшины и офицеры из его бригады были удостоены высоких государственных наград, а один из тральщиков был удостоен ордена Красного Знамени.
В марте 1944 года Белов был возвращён на Балтийский флот, где принял командование над 2-й бригадой траления. Под его командованием моряки успешно тралили мины на Балтийском море, очищая от них фарватеры, необходимые для прохождения судов. Его усилиями был освобождён путь для сотен советских и иностранных транспортов с грузами, десятков боевых кораблей. В протраленных бригадой районах проходили боевую подготовку экипажи кораблей, курсанты и слушатели военно-морских учебных заведений.
Закончил службу в звании контр-адмирала. Умер в Ленинграде 29 октября 1960 года, похоронен на Серафимовском кладбище Санкт-Петербурга.

## Награды
- Орден Ленина (21 февраля 1945 года);
- 4 ордена Красного Знамени (22 февраля 1938 года, 20 ноября 1943 года, 3 ноября 1944 года, 24 июня 1948 года);
- Орден Нахимова 2-й степени (15 октября 1945 года);
- Орден Красной Звезды (6 апреля 1943 года);
- Медали «За оборону Ленинграда», «За оборону Советского Заполярья» и другие медали.